# Rickie Sorensen
Rickie John Sorensen est un acteur américain né le 26 août 1946 à Los Angeles, Californie (États-Unis) et mort le 24 août 1994 à Lynwood (Californie).

## Biographie
Il est né à Los Angeles le 26 août 1946, le fils de M. et Mme John M. Sorensen. Sa carrière d'acteur a commencé en 1956 alors qu'il avait 10 ans. L'un de ses rôles les plus notables fut celui de l'une des voix du jeune Arthur « Moustique » Pendragon dans Merlin l'Enchanteur. Il était également connu pour avoir incarné Tommy Banks dans la série télévisée Le Père de la mariée.

## Vie privée
En 1974, il épouse Marianne Rubacha et a quatre enfants. Il est décédé d'un cancer à Lynwood, en Californie, le 24 août 1994, à l'âge de 47 ans.

## Doublage francophone
En France
- Dominique Collignon-Maurin dans :
  - Les 101 Dalmatiens (voix)
  - Merlin l'Enchanteur (voix)

## Filmographie
- 1956 : The Young Gun : Jake
- 1956 : The Valley of Crimes
- 1957 : Man Afraid : Danny
- 1957 : Under the Threat
- 1957 : Ruthless
- 1957 : L'Homme aux mille visages (Man of a Thousand Faces) de Joseph Pevney : Creighton Chaney à 8 ans
- 1957 : The Hard Man (it) : Larry Thompson
- 1958 : 100 Gunshots
- 1958 : Tarzan and the Trappers : Garçon
- 1958 : Tarzan's Fight for Life : Tartu, le fils adoptif de Tarzan
- 1959 : A Lust to Kill (it) d'Oliver Drake : Jeff, le garçon
- 1961 : The Revenge of the Gangster
- 1961 : Les 101 Dalmatiens (One Hundred and One Dalmatians) : Spotty (voix)
- 1961 : Les Bas-fonds new-yorkais (Underworld U.S.A.) : Harry
- 1961 : Le Père de la mariée ("Father of the Bride") (série TV) : Thomas "Tommy" Banks
- 1963 : Johnny Shiloh (TV) : Rusty
- 1963 : Merlin l'Enchanteur (The Sword in the Stone) : Arthur « Moustique » Pendragon (Wart en Version Originale) (voix)
- 1977 : Les Naufragés du 747 (Airport '77) : Contrôleur numéro 2
- 1978 : Le Chat qui vient de l'espace (The Cat from Outer Space) : Technicien